# Менфи
Менфи (итал. Menfi) је насеље у Италији у округу Агриђенто, региону Сицилија.
Према процени из 2011. у насељу је живело 11874 становника. Насеље се налази на надморској висини од 130 м.

## Становништво
Према резултатима пописа становништва 2011. у општини је живело 12.711 становника.
| 1931.  | 1936.  | 1951.  | 1961.  | 1971.  | 1981.  | 1991.  | 2001.  | 2011.  |
| ------ | ------ | ------ | ------ | ------ | ------ | ------ | ------ | ------ |
| 10.335 | 10.879 | 11.607 | 12.492 | 12.751 | 13.150 | 13.251 | 12.783 | 12.711 |

## Партнерски градови
- Канели (Асти)
- Chivilcoy
- Етлинген
- Мароко